# Bellonia
- Commons
- Wikispecies

Bellonia é um género botânico pertencente à família Gesneriaceae.

## Espécies
Apresenta 2 espécies:
- Bellonia aspera
- Bellonia spinosa
- «Lista das espécies»

## Classificação do gênero
| Sistema | Classificação                      | Referência               |
| ------- | ---------------------------------- | ------------------------ |
| Linné   | Classe Pentandria, ordem Monogynia | Species plantarum (1753) |